# Joseph Jongen
Joseph (Marie Alphonse Nicolas) Jongen (Luik, 14 december 1873 - Sart-lez-Spa, 12 juli 1953) was een Belgisch componist, muziekpedagoog en organist.

## Levensloop
Jongen werd in Luik geboren en bleek een buitengewoon muzikaal talent te hebben. Hij studeerde in Luik en werd er op 22-jarige leeftijd door de Academie bekroond voor een strijkkwartet. In 1897 behaalde hij de Prix de Rome voor zijn cantate Comala. In hetzelfde jaar werd hij benoemd tot adjunct-docent harmonie en contrapunt aan het Koninklijk Conservatorium Luik. Tijdens de Eerste Wereldoorlog week hij uit naar Engeland. Daarna werd hij docent aan het Koninklijk Conservatorium Brussel. Later was hij er directeur van 1925 tot 1939.
In zijn vrije tijd componeerde hij in Spa veel stukken voor orgel, een instrument dat hij goed beheerste. Hij kwam er volledig tot rust. Jaar na jaar schreef hij in alle genres van de absolute muziek. Hij beperkte zijn catalogus zelf tot 137 werken. Het laatste daarvan werd in 1951 geschreven. Twee jaar later overleed hij, ziek en vermoeid.

## Composities

### Werken voor orkest
- 1893 Marche nuptiale
- 1896 Divertissement, op. 9
- 1898 Marche cortège, voor orgel en orkest, op. 13
- 1898 Symphonie, voor orkest, op. 15
- 1900 Concert voor cello en orkest
- 1908 Clair de lune, op. 33
- 1910 S'Arka, voor orkest, op. 36
- 1913 Impressions d'Ardenne, op. 44
- 1917 Deux pièces symphoniques, op. 56
- 1924 Hymne, voor orgel en strijkorkest, op. 78
- 1926 Symphonie concertante, voor groot orgel en orkest, op. 81

### Werken voor harmonie- en fanfareorkest
- 1928 Pièce Symphonique - Prelude et Variations, voor piano en harmonieorkest, op. 84
- 1930 Heroïsche Sonate (Sonata eroïca), voor harmonieorkest, op. 94
- 1939 Ouverture - Fanfare, voor harmonieorkest, op. 110
- 1945 Fanfare, voor fanfareorkest
- 1947 Fanfare football, voor fanfareorkest
- Fantaisie over twee Waalse Volksliederen, voor harmonieorkest

### Missen en gewijde muziek
- 1890 Sancta Mater Theresia, voor Bariton solo, cello solo, vierstemmig koor en orgel
- 1895 Regina coeli, voor vierstemmig gemengd koor, orkest en orgel
- 1895 Sanctus, voor vierstemmig gemengd koor, orkest en orgel
- 1945 Messe en l'honneur du Saint-Sacrement, voor gemengd koor, orgel, 4 hoorns, 2 trompetten, 3 trombones, tuba

### Kamermuziek

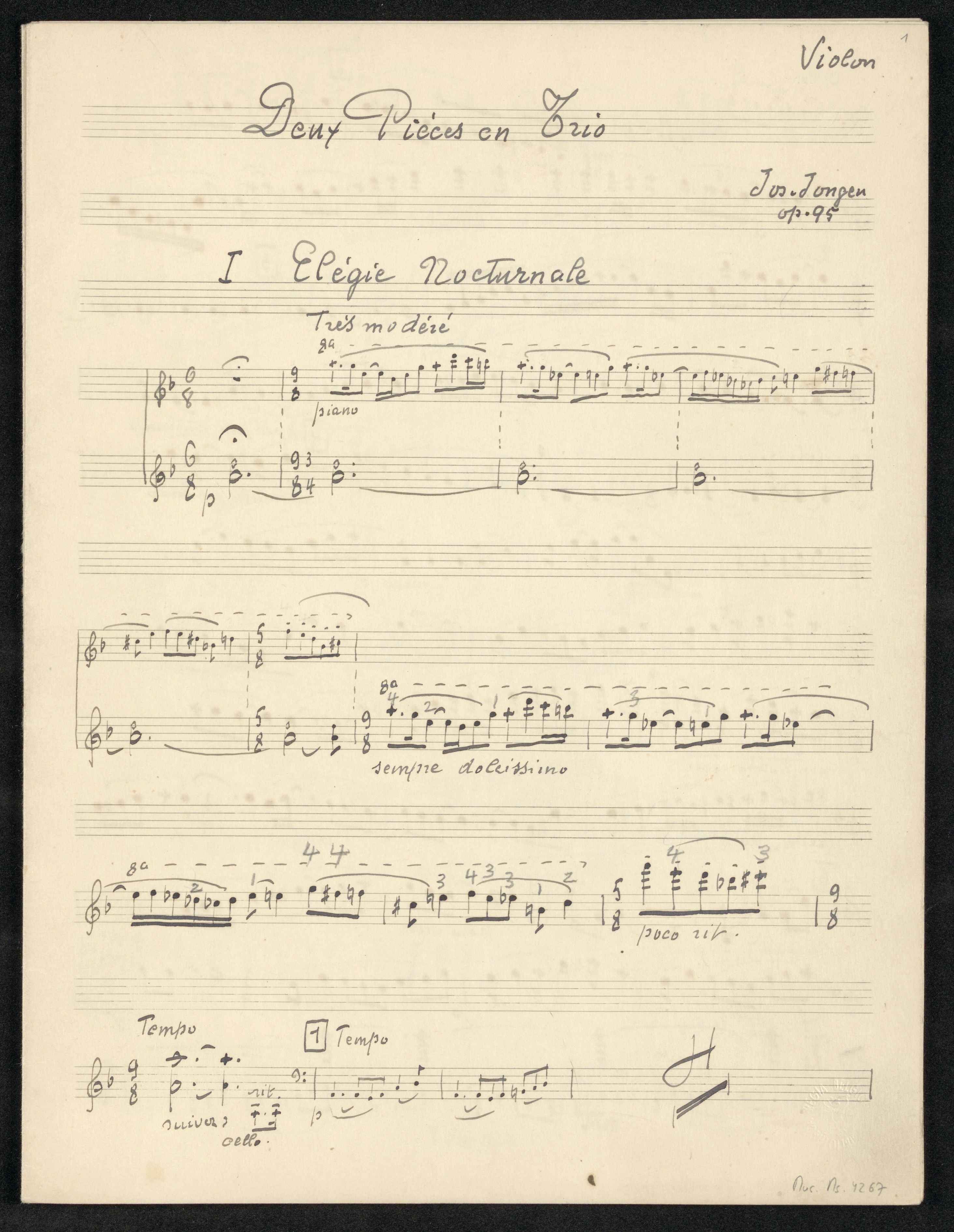
Two pieces for a trio, OP.95

- 1923 Concert à cinq, voor fluit, viool, altviool, cello en harp
- 1924 Danse lente, voor fluit en harp of piano
- 1925 Deux pièces en trio op.95, voor viool, cello, piano
- 1932 Harpe, voor strijkkwartet en harp
- Fanfare héroique, voor 3 trompetten, 4 hoorns, 3 trombones, tuba, contrabastuba, grote trom, bekkens, kleine trom
- Trio "Prelude, variations et final", voor piano, viool en altviool, op. 30
- Légende Naive, "Aquarelles", voor viool en piano, op. 59

### Werken voor orgel
- 1890 Elévation, W11
- 1890 Préludes et versets (20), W9
- 1891 Elégie
- 1892 Pièce pour Grand orgue, W28
- 1894-1895 Cinq pièces, op. 5
  1. Andante Cantabile
  2. Offertoire (Grand Choeur)
  3. Communion
  4. Offertoire
  5. Pastorale
- 1905 Pastorale, W134
- 1908 Cantilene, W143
- 1908 Pièces (3)
- 1910-1911 Quatre pièces, op. 37
  1. Cantabile
  2. Impromptu-Caprice
  3. Prière
  4. Choral
- 1913 Offertoire sur l'Alma redemptoris mater, voor orgel of harmonium, W169
- 1915 Deux Pièces, op. 47
  1. Prélude Elégiaque
  2. Pensée d'Automne
- 1917 Deux Pièces, op. 53
  1. Chant de Mai
  2. Menuet-Scherzo
- 1918 Le bon chîval
- 1930 Légende, W287
- 1937 Petit Prélude, W319
- 1937 Toccata in Des, op. 104
- 1938 Deux Pièces, op. 108
  1. Scherzetto
  2. Prière
- 1940-1941 24 Petits Préludes dans tous les tons (voor piano) op. 116
- 1941 Prélude et Fugue in Es, op. 121
- 1941 Improvisation-Pastorale, W338
- 1944 Gaudeamus: Verset pour la fête de l'Assomption, W350
- Chorale in E
- Feuille, W152
- Feuille, W153
- Fugue (dans le style de J.S. Bach), W88
- Petite Pièce, W313
- Sarabande dans le style ancien

### Werken voor piano

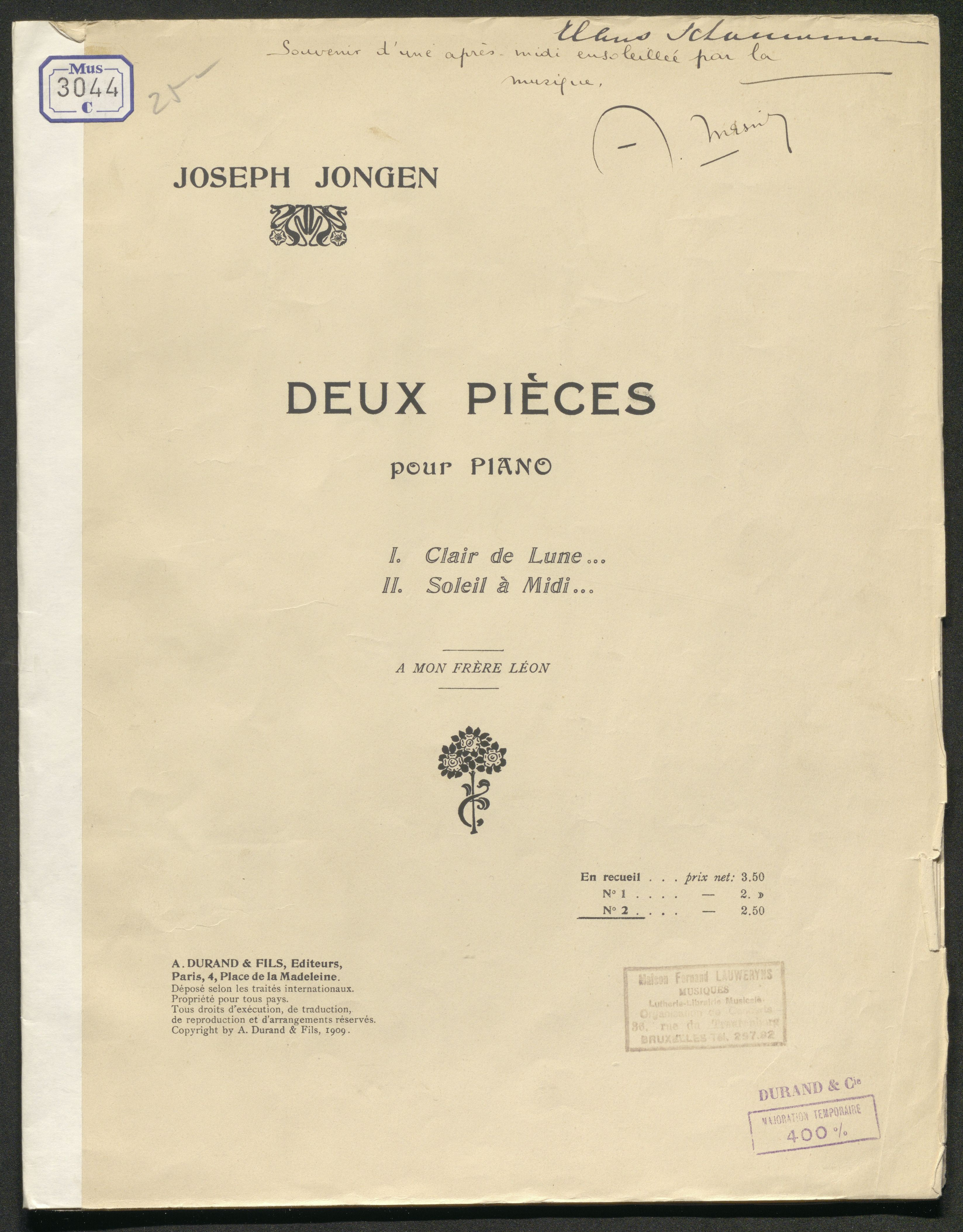
Deux pièces pour piano

- 1922, Treize Préludes, voor piano, op, 69
- 1929 Toccata, voor piano, op. 91
- 1929 Sonatine, voor piano, op. 88

### Werken voor harmonium
- 1911 Trois pièces faciles, voor harmonium, op. 38
  1. Marche Religieuse
  2. Larghetto
  3. Pastorale
- 1919 In Memoriam, 4 improvisaties voor harmonium, op. 63